# Vad är en människa?
Vad är en människa? är en populärvetenskaplig samtalsserie från 2008 med Fredrik Lindström som programledare. Programseriens idé är att Lindström tillsammans med en gäst, utifrån gästens profession, diskuterar vad det innebär att vara människa.
| Del | Sändningsdatum   | Gäst              | Gästens profession    |
| --- | ---------------- | ----------------- | --------------------- |
| 1   | 20 februari 2008 | Peter Gärdenfors  | kognitionsforskare    |
| 2   | 27 februari 2008 | Christer Hedin    | religionshistoriker   |
| 3   | 5 mars 2008      | Åsa Nilsonne      | psykiater             |
| 4   | 12 mars 2008     | Stefan Einhorn    | läkare och författare |
| 5   | 19 mars 2008     | Karin Johannisson | idéhistoriker         |
| 6   | 26 mars 2008     | Tomas Ljungberg   | psykofarmakolog       |
| 7   | 2 april 2008     | Lena Gemzöe       | genusforskare         |
| 8   | 9 april 2008     | Martin Ingvar     | hjärnforskare         |